# Hypocnemoides maculicauda
El hormiguero colibandeado (Hypocnemoides maculicauda), también denominado hormiguero de cola franjeada u hormiguero de cola bandeada (en Perú), es una especie de ave paseriforme de la familia Thamnophilidae, una de las dos que pertenecen al género Hypocnemoides. Es nativo de la cuenca amazónica en Sudamérica.

## Descripción
Mide 12 cm. Tiene ojos gris claro. El macho es gris, más claro por abajo, con la garganta negra y una mancha dorsal blanca semioculta; cobertoras del ala negras con tres listas blancas; cola negra con larga punta blanca. La hembra es parecida por arriba; blanca por abajo manchada de gris, principalmente en el pecho.

## Distribución y hábitat
Se distribuye por el este del Perú (sur de los ríos Amazonas y Marañón), sur de la Amazonia en Brasil (suroeste de Amazonas y Acre al este hasta el centro y este de Pará y centro este de Maranhão, al sur hasta Rondônia y sur de Mato Grosso) y norte de Bolivia (al sur hasta el oeste de Santa Cruz).
Sus hábitats naturales son las ciénagas y marismas, selvas húmedas de baja altitud, márgenes de ríos, arroyos y cursos de agua (inclusive cascadas) y de lagos permanentes de agua dulce de más de 8 ha, tropicales o subtropicales. Hasta los 500 m s. n. m.

## Comportamiento
Solo o en pareja, saltita en el follaje bajo, con la cola erguida, casi siempre cerca o a la orilla de agua. En general manso, fácil de ver y para nada tímido.

### Alimentación
Normalmente se alimenta de insectos y arañas, procuradas poco arriba del suelo, algunas veces sobre la superficie del agua a lo largo de orillas de ríos y lagos. Acompaña regularmente bandadas mixtas y sigue columnas de hormigas guerreras como especie periférica subordinada.

### Vocalización
Emite una serie de silbidos sonoros que se aceleran y quedan ásperos al final, “pii-pii-pi-pipipipipipipi-pe-pe-pé-pez-pez-pzz”.

## Sistemática

### Descripción original
La especie H. maculicauda fue descrita por primera vez por el ornitólogo austríaco August von Pelzeln en 1868 bajo el nombre científico Hypocnemis maculicauda; localidad tipo «Cáceres, Engenho do Capitão Gama y Mato Grosso, suroeste de Mato Grosso, Brasil».

### Etimología
El nombre genérico femenino «Hypocnemoides» deriva del género Hypocnemis y del griego «oidēs»: que recuerda, significando «que recuerda a un Hypocnemis»;  y el nombre de la especie «maculicauda», proviene del latín «macula»: punto, mancha  y «cauda»: cola; significando «de cola punteada».

### Taxonomía
Es monotípica. Próximamente relacionada con Hypocnemoides melanopogon, pareciendo ser diferentes de alguna forma en la vocalización, pero muy similar en el comportamiento y morfología; son necesarios estudios moleculares y de campo en regiones de aparente parapatría para establecer las verdaderas relaciones taxonómicas. Las aves de partes del centro y este de la distribución fueron descritas como la subespecie orientalis (inicialmente se creyó, incorrectamente, tratarse de una población disjunta) pero los límites geográficos no son definibles; son consideradas inseparables, pendientes de más estudios.